# 张亚平
张亚平（1965年5月1日—），男，原籍四川资中，生于云南昭通，中国分子进化生物学和保护遗传学家，中国科学院院士，欧洲科学院外籍院士。

## 生平
1965年生于云南昭通，原籍四川资中。1986年毕业于复旦大学生物系，1991年获中国科学院昆明动物研究所博士学位，1992年至1994年在美国圣地亚哥濒危动物繁殖中心分子遗传实验室作博士后研究。曾任中国科学院昆明动物研究所所长，现任中国科学院昆明动物研究所研究员、中国科学院副院长。

## 学术研究
主持国家自然科学基金面上项目、国家杰出青年科学基金、国家自然科学基金创新研究群体项目、国家自然科学重大项目等国家级项目多项。

## 社会兼职
曾任中国遗传学会理事长，中国动物学会副理事长（第十六届理事会），中国人类学民族学研究会副会长。

## 奖项和荣誉

### 奖项
- 1996年 云南省自然科学一等奖
- 1996年 中国青年科学家奖
- 1997年 国家自然科学三等奖
- 2001年 云南省自然科学一等奖
- 2004年 何梁何利基金科学与技术进步奖[4]
- 2005年 云南省科学技术突出贡献奖
- 2005年 云南省自然科学一等奖
- 2006年 国家自然科学二等奖（第一完成人）[5]
- 2006年 长江学者成就一等奖
- 2009年 谈家桢生命科学成就奖
- 2010年 云南省自然科学一等奖
- 2013年 云南省自然科学特等奖
- 2014年 国家自然科学奖二等奖（第一完成人）[6]

### 荣誉
- 2003年 当选中国科学院院士
- 2007年 当选发展中国家科学院院士